# Rosanna Masiola
Rosanna Masiola (Trieste, 11 settembre 1945) è una scrittrice e docente italiana, già professore ordinario di lingua inglese e traduzione.

## Biografia
Dopo essersi diplomata alla Scuola Superiore di Lingue Moderne per Interpreti e Traduttori dell'Università di Trieste, consegue la laurea in Lingue e Letterature Straniere presso l'Università di Ca' Foscari a Venezia nel 1980, presentando una tesi intitolata Migrant Contribution to the Literature of Australia. Judah Waten.
Successivamente, dal 1980 al 1993, ricopre il ruolo di professore a contratto (traduzione specialistica italiano-inglese) presso la Scuola Superiore di lingue moderne per interpreti e traduttori dell'Università di Trieste.
Per quasi venticinque anni ha insegnato presso l'Università per stranieri di Perugia, dove è stata professore ordinario di lingua inglese e traduzione, ricoprendo anche la cattedra di Lingua e Letteratura anglo-americana . Ha inaugurato la laurea magistrale Promozione del Made in Italy. Da qui sviluppa una visione transdisciplinare tra moda, letteratura comparata, lingua e immagine.
La sua produzione letteraria e saggistica nel tempo spazia su temi come la letteratura anglo-ebraica e post-coloniale, teoria e storia della traduzione e Shakespeare, letteratura di viaggi e d’esplorazione e botanica, il rapporto tra lo spazio sacro e il misticismo nella letteratura postcoloniale e gli studi sul poeta John Bradburne, Servo di Dio, per cui diviene editor per la English Academy Review (Sud Africa).

## Saggi

### Monografie
- L’arte gentile. La cultura della calzatura nel mondo inglese, Padova, R.A.C., 1983.
- Caleidoscopio Traduttivo Seminario di cultura della traduzione, Trieste, AITI, 1986.
- La Cultura della Traduzione, Mario Cozzi Editore, 1987.
- (EN) Migrant Contribution to the Literature of Australia, Calcutta, Writers Workshop, 1987.
- Letteratura Tradizione e Traduzione: Pinocchio e la sua Fatina, Trieste, Mario Cozzi Editore, 1987.
- Le Vele Viola di Cleopatra: Caleidoscopio Traduttivo Shakesperiano, Trieste, Coopstudio Università, 1988.
- Stelle e Strisce e Stella di David nella Croce del Sud, Trieste, Coopstudio Università, 1988.
- Questioni Traduttive, Udine, Campanotto, 1988, ISBN 9788845699795.
- Interflora: Il testo floreale e la sua traduzione, Trieste, Tecnografica Nord-Est, 1990.
- Pianeti Proibiti: descrizione traduzione intertesti, Perugia, Guerra Edizioni, Università degli Studi di Perugia, 1997, ISBN 88-7715-387-3.
- Money Makes the Words Go Round: L’inglese della comunicazione internazionale e della finanza, Ristampa 2012, Perugia, Guerra Edizioni, Collana STAR, 1999, ISBN 88-7715-379-2.
- La Traduzione del Linguaggio Botanico. I Giardini Emblematici, Perugia, Guerra Edizioni, Collana STAR, 2002, ISBN 88-7715-621-X.
- Una traduzione al bacio. “A kiss is still a kiss?”, Perugia, Guerra Edizioni, Collana STAR, 2003, ISBN 88-7715-801-8.
- (DE) Eine Übersetzung zum Kuss. “A Kiss is still a Kiss…?”, traduzione di H. Lee-Jahnke and Tanja Heiden, Perugia, Guerra Edizioni, Collana STAR, 2003, ISBN 88-7715-801-8.
- La traduzione è Servita! - Ovvero Food for Thought, Trieste, Edizioni Università di Trieste EUTS, 2004, ISBN 88-8303-152-0.
- (EN) Rosanna Masiola e Renato Tomei, West of Eden - Botanical Discourse, Contact Languages and Translation, Cambridge Scholars Publishing, Newcastle upon Tyne, 2009, ISBN 978-1-4438-1005-0.
- Il fascino nel tradurre - The tusks of the translator…in a china shop, Perugia, Morlacchi Libri, 2009, ISBN 978-88-6074-312-1.
- (EN) Roses and Peonies: Flower Poetics in Western and Eastern Translation, Mantova, Universitas Studiorum, 2014, ISBN 978-88-97683-45-2.
- (EN) Rosanna Masiola e Renato Tomei, Law Language and Translation: From Concepts to Conflicts, London, New York, Springer Law, Heidelberg, 2015, ISBN 978-3-319-14271-5.
- (EN) Rosanna Masiola e Renato Tomei, Descriptions, Translations and the Caribbean: From Fruits to Rastafarians, Palgrave Macmillan Springer Nature, 2016, ISBN 9783319409375.
- (EN) Interjections. Translation, and Translanguaging: Cross-cultural and multimodal perspectives, New York, London, Lexington Rowman Littlefield: Lanham, Boulder, 2019, ISBN 9781498574648.
- Rosanna Masiola e Sabrina Cittadini, L’Alba Dorata della Moda Italiana: Una prospettiva crossculturale su Maria Monaci Gallenga, Aracne editrice, 2020, ISBN 9788825538489.
- (EN) Rosanna Masiola e Sabrina Cittadini, The Golden Dawn of Italian Fashion: A cross-cultural perspective on Maria Monaci Gallenga, Cambridge Scholars Publishing, Newcastle upon Tyne, 2020, ISBN 978-15275-5061-2.
- (EN) Fashion Narrative and Translation: Is Vanity Fair?, Lexington Books - Rowman & Littlefield, 2022, ISBN 978-1-7936-4729-0.

### Contributi (saggi)
- (EN) Rosanna Masiola, AS IF in Descriptive Textures, in Translation: A Creative Profession, Prosveta: Belgrade, 1991,  pp. 89-106, ISBN 86-901249-1-8.
- (EN) Rosanna Masiola, From Egypt to Egypt: Migration of Myths Meaning and Translation, in Translation and Meaning, vol. 2, University of Łódź – Rijkshogeschool, Faculty of Translation and Interpreting, Maastricht, 1992,  pp. 169-176, ISBN 90-801039-1-8.
- (EN) Rosanna Masiola, Reflections on Water: Flower ad female metaphors in parallel descriptions, in Landscape in Literature: De-scribing and translating worlds, Laufen (Germany), NZ-SAGAS Seminars, 1994,  pp. 1-18.
- (EN) Rosanna Masiola, The Bones of the Earth, in The Inward Sun. Celebrating the life and work of Janet Frame, Wellington NZ, Daphne Brasell, 1994,  pp. 133-140, ISBN 978-1863737203.
- (EN) Rosanna Masiola, Description and Technology: An Integrated Approach, in Language and Technology, Centro Linguistico d’Ateneo, Università di Firenze, 1995,  pp. 375-382, ISBN 86-901249-1-8.
- Rosanna Masiola, Dall’intraducibilità del ‘Centro’ ai modelli culturali della ‘Periferia’, in Annali dell'Università per stranieri di Perugia - 2, Università per Stranieri: Perugia, 1997,  pp. 113-128, ISBN 88-7715-249-4.
- (EN) Rosanna Masiola, Parallel Texts in Parallel Worlds. Assessing Validity in Interpretation and Translation through Descriptive Text Corpora, in Language Policy and Language Education in Emerging Nations (focus on Slovenia, Croatia, Austria, Spain, and Italy), edited by R. de Beaugrande, M. Grossman, B. Seidelhofer, preface by H. Widdowson, London and Stamford, Ablex, 1998,  pp. 55-58, ISBN 1-56750-414-0.

- Rosanna Masiola, Fenomenologia traduttiva: la costituzione di tre simulacri imperiali, in Annali dell'Università per stranieri di Perugia Anno VII, Perugia, Università per Stranieri, 1999,  pp. 101-137, ISBN 88-7715-354-7.
- Rosanna Masiola, Marianna Florenzi e la traduzione: una prospettiva europea sul tradurre al femminile, in Per Marianna Florenzi, Perugia, Era Nuova, 1991,  pp. 67-105, ISBN 88-85412-68-8.
- Rosanna Masiola, Tradurre miti mediterranei: veneri e sirene, in La Lotta con Proteo: metamorfosi del testo e testualità della critica, Fiesole, Edizioni Cadmo, 2000,  pp. 807-826, ISBN 9788879232043.
- (FR) Rosanna Masiola, Marianna Florenzi,‘la belle marquise’: volage en quête de la fidélité absolue, in Portraits de Traductrices, Ottawa, PRIX 2003, CATS (Canadian Association of Translators), Artois Université et Presses Universitaire d’Ottawa, 2002,  pp. 239-266, ISBN 2-7603-0486-8.
- (EN) Rosanna Masiola, Theories of Literature and Translation: “As if” in descriptive textures, in Offshoot Journal of Translation and Comparative Studies, RGTCS, Abdelmalek Essaadi University, Tetuan, Morocco, 2002,  pp. 13-39.

- Rosanna Masiola, Tradurre mostri e sirene: miti e metafore tra rappresentazione e traduzione, in La Letteratura del Mare, Roma, Salerno Editrice, 2006,  pp. 150-188, ISBN 978-88-8402-512-8.
- Rosanna Masiola, Fitonimie e lessicografia nelle lingue di contatto, in D. Poli (a cura di), Lessicologia e Metalinguaggio, Roma, Convegno Università Macerata 2005, Calamo, 2007,  pp. 283-332, ISBN 978-888-9837-320.
- (EN) Rosanna Masiola e Renato Tomei, Sound Clashes: Highest Grade of Untranslatability but still translated and re-translated, in Socio-Cultural Approaches to Translation. Indian and European Perspectives, New Delhi, University of Hyderabad and Université de Bretagne Sud (I part), Excel, 2010,  pp. 137-150 (Masiola pp. 137-141), ISBN 978-93-80697-31-4.

- (EN) Rosanna Masiola e Renato Tomei, Gender in Blackness: Stereotyping in Children’s Literature, Media and Political Discourse, in International Journal of Cross-Cultural Studies and Environmental Communication, Editura Universitară & ADI Publication, 2013,  pp. 121-137 (Masiola pp.121-126), DOI:10.5682/22853324.
- Rosanna Masiola, Luci e Ombre: ‘Lakespace’ e ‘Imagery’ nella letteratura europea, in Gentes. Journal of Humanities and Social Sciences. 1 (1), Perugia Stranieri University Press, 2014,  pp. 44-46.
- (EN) Rosanna Masiola, Luci e Ombre: Lakespace nella letteratura europea, in 5th World Lake Conference. Lakes: Mirrors of the Earth, Perugia, USMA, Science4Press, 2014,  pp. 235-237, ISBN 978-88-96504-04-8.
- Rosanna Masiola, Canzoni in traduzione: stereotipizzazione etnica negli anni 50, in Gentes. Journal of Humanities and Social Sciences - Anno 2 n. 2, Perugia, Perugia Stranieri University Press, 2015,  pp. 40-49.
- (EN) Rosanna Masiola, Interjectional Issues in Translation: A Cross-cultural Thematized Approach, in Babel. International Journal of Translators, Fédération Internationale des Traducteurs (FIT), 53(2), 2016,  pp. 300-327.

- (EN) Rosanna Masiola, Culture in Translation: British and American brands in literature, in Advertising Culture and Translation: From Colonial to Global, Cambridge Scholars Publishing: Newcastle upon Tyne, 2017,  pp. 1-49, ISBN 978-1-4438-4389-8.
- (EN) Rosanna Masiola, Topophilia in Translation: Holy Texts and Sacred Spaces, in John BradburneMystic, Poet and Martyr (1921-1979), Cambridge Scholars Publishing: Newcastle upon Tyne, 2018, ISBN 9781527507784.
- Rosanna Masiola e Sabrina Cittadini, Il fenomeno Maria Monaci Gallenga e le dinamiche trans-culturali della moda italiana, in Gentes. Journal of Humanities and Social Sciences 6, Perugia, Perugia Stranieri University Press, 2019,  pp. 206-232.
- Rosanna Masiola, Moda in traduzione: Shakespeare e La Bisbetica Domata, in Gentes. Journal of Humanities and Social Sciences 7(7), Perugia, Perugia Stranieri University Press, 2020,  pp. 33-58.
- Rosanna Masiola, "Sulle vie dell'Italia" e "Sulla via della Terra Santa", in R. Tomei (a cura di), John Bradburne (1921-1979): Cento Poesie per il Centennale del Beato Pellegrino sulle Vie del Cielo, Leominster, JBMS, 2021,  pp. 4-73, ISBN 978-1-9168-761-1-8.
- (EN) Female Fashion and Shakespearean Translations: From Italy to Italy, Journal of the American Association of Teachers of Italian 98(4), 2021,  pp. 788-817.

- (EN) Rosanna Masiola, Sacred Spaces in Southern African Literature: From Mhudi to Mutemwa, in English Academy Review, Journal of English Studies, 39(2), English Academy Review, 2022,  pp. 52-66.
- (EN) Rosanna Masiola and Renato Tomei, The Transdisciplinary in Literary Postcoloniality, in English Academy Review, Journal of English Studies, 40(1), English Academy Review, 2023,  pp. 1-6.
- (EN) Rosanna Masiola, Theology and Topophilia in Sacred Spaces: John Bradburne’s Way of the Water, Sacred Waters, in English Academy Review, Journal of English Studies, 40(1), English Academy Review, 2023,  pp. 39-54.

### Scrittura creativa
- Il legno e la rosa: Introduction by Dario Calimani, Trieste, Cozzi Editore, Trieste, 1981.
- (EN) Hemispheric Transfert: Australian Poems of the Exile, Calcutta, Writers Workshop, 1982.
- L'isola continente, in Borgolauro: Premio Leone di Muggia, English Academy Review, 1987,  pp. 71-81.
- (EN) Love is… More Love, Calcutta, Writers Workshop, 2009, ISBN 978-81-8157-949-2.